# Жинвала
Жинвала (груз. ჟინვალა) — село в Грузии, в муниципалитете Душети края Мцхета-Мтианети. 

## География
Село расположено в северной части края, в 8 километрах по прямой к северо-востоку от центра муниципалитета Душети. 

## Население
По данным переписи населения 2014 года, в селе проживало 121 человек.
| Год  | Население |
| ---- | --------- |
| 2002 | 155       |
| 2014 | 121       |